# Automobilklub Ziemi Kłodzkiej

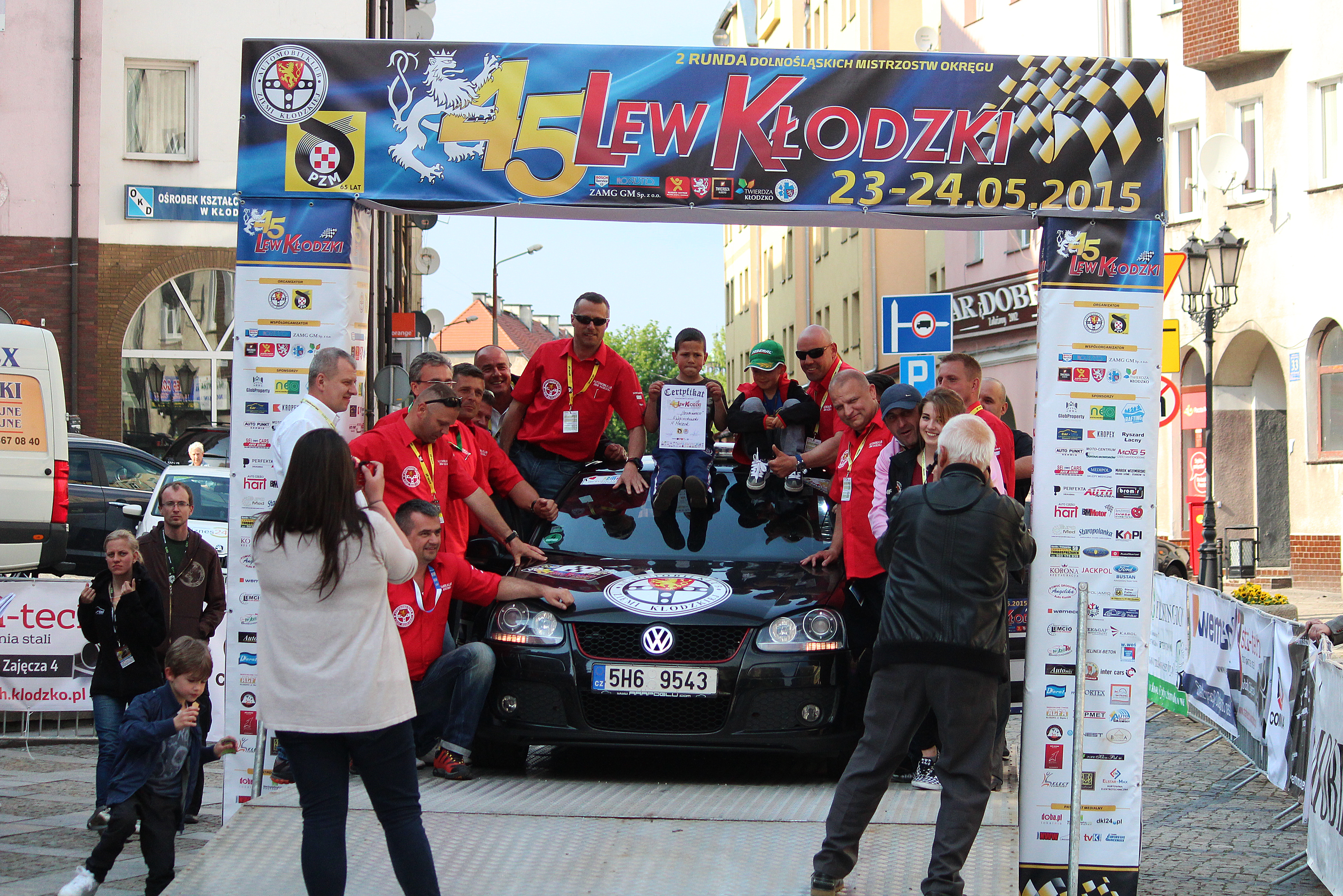
Meta 45 Lwa Kłodzkiego

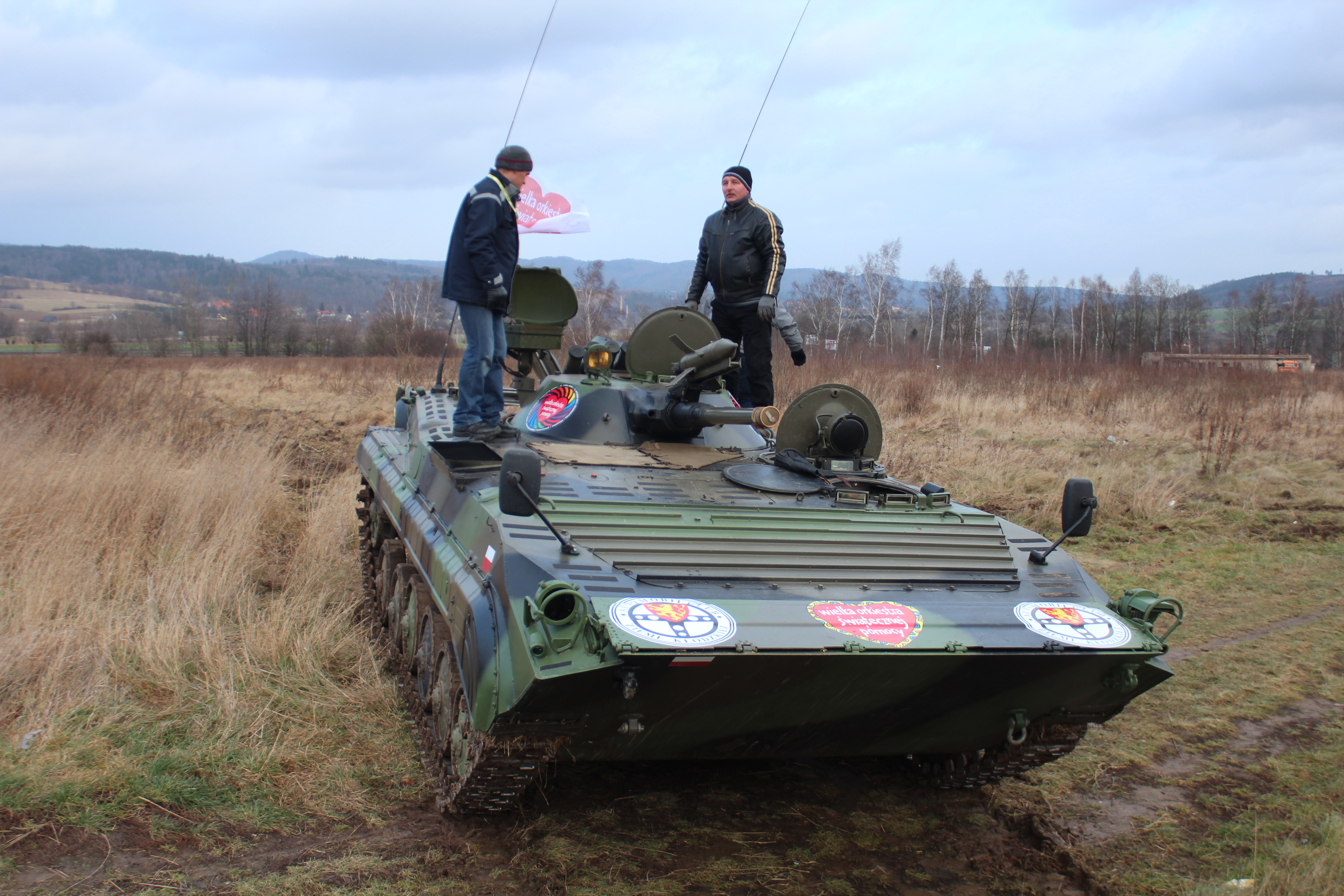
Rajdowa WOŚP 2015

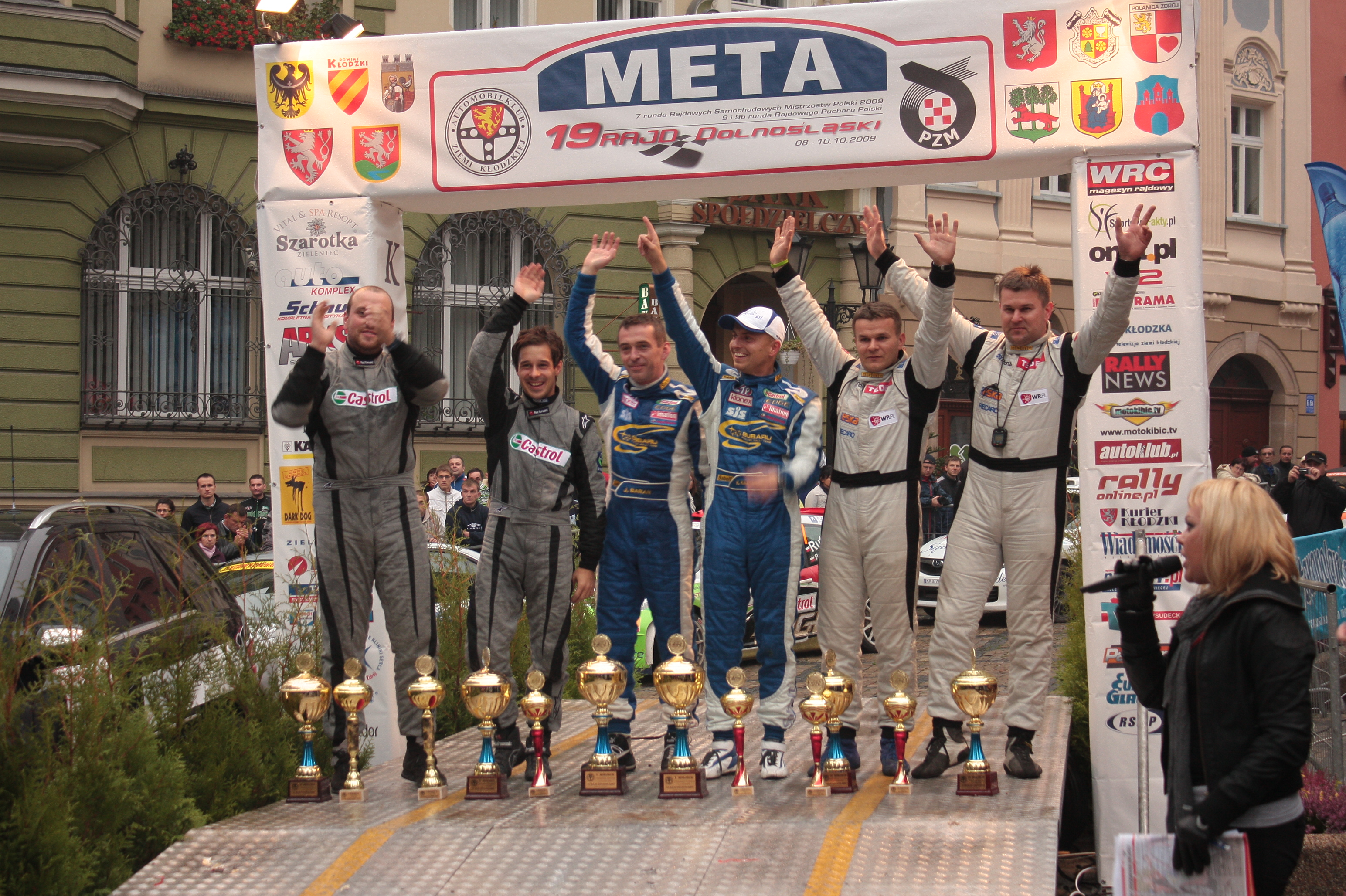
Meta - 19 Rajd Dolnośląski - Kłodzko 10.10.2009

Automobilklub Ziemi Kłodzkiej – powstałe 30 czerwca 1998 stowarzyszenie z siedzibą w Kłodzku, nawiązujące do tradycji działającej od 1966 kłodzkiej Delegatury Automobilklubu Dolnośląskiego z siedzibą we Wrocławiu i mające na celu m.in. propagowanie sportów motoryzacyjnych. Organizator rajdów samochodowych, wyścigów oraz konkursowych jazd samochodowych. Od 4 lipca 2007 posiada status organizacji pożytku publicznego. 
Automobilklub posiada osobowość prawną. Jego działalność opiera się przede wszystkim na pracy społecznej. Pierwsze Walne Zgromadzenie i wybór władz na kadencję 1998-2002 nastąpił 6 lipca 1998.

## Rajdy
Działacze Automobilklubu w l. 1967-1975 czynnie uczestniczyli w obsłudze Rajdu Dolnośląskiego, od 1985 roku byli współorganizatorami, a następnie organizatorami Zimowego Rajdu Dolnośląskiego, który do 2002 otwierał sezon Rajdowych Samochodowych Mistrzostw Polski, z wyjątkiem lat 1994 i 1995 roku (w 1994 roku runda RSMP miała miejsce w październiku, a w 1995 roku rajd nie odbył się). 12, 13 i 14 Zimowy Rajd Dolnośląski jako runda Mistrzostw Polski był również rajdem międzynarodowym w ramach Mistrzostw Europy Centralnej FIA.
W 1999 Zarząd Główny Polskiego Związku Motorowego przyznał organizację kolejnych edycji Rajdu Polski Automobilklubowi Ziemi Kłodzkiej.

## Konkursowa Jazda Samochodowa
Sztandarową imprezą organizowaną przez działaczy Kłodzkiego Automobilklubu w Konkursowej Jeździe Samochodowej jest KJS pod nazwą "Lew Kłodzki". Lew Kłodzki jako impreza samochodowa przechodziła różne koleje losu od KJS-ów dla amatorów po Rajd do Mistrzostw Strefy, Mistrzostw Okręgu PZM dla zawodników licencjonowanych i ponownie KJS dla amatorów. Nieprzerwanie od 1970 impreza ta jest organizowana w ramach corocznych obchodów Dni Kłodzka. Oprócz KJS Lwa Kłodzkiego organizowane są inne Konkursowe Jazdy Samochodowe, m.in. w ramach Pucharu Polski Automobilklubów i Klubów PZM, czy o znaczeniu klubowym organizowane w miejscowościach Bardo, Bożków, Bystrzyca Kłodzka, Międzylesie, Kudowa Zdrój, Radków.

## Górskie Samochodowe Mistrzostwa Polski
W latach 1976–1984 nasi działacze uczestniczyli czynnie w organizacji Górskich Samochodowych Mistrzostw Okręgu PZM oraz Pucharu PZM.  W latach 1976 -1979 Wyścigi Górskie jako Mistrzostwa Okręgu odbywały się oprócz Spalonej również na trasach w m. Poręba i Łężyce. W latach 1977–1978 wyścigi na Spalonej odbywały się w grudniu w terminie imienin Barbary. Od 1985 roku już jako Górskie Samochodowe Mistrzostwa Polski z niewielkimi przerwami organizowane są do dziś.

## Cele Automobilklubu
- Upowszechnianie kultury fizycznej, sportu i turystyki.
- Upowszechnianie wśród społeczeństwa wiedzy i kultury motoryzacyjnej.
- Działanie w zakresie porządku i bezpieczeństwa publicznego oraz przeciwdziałanie patologiom społecznym.
- Działanie na rzecz podnoszenia bezpieczeństwa ruchu drogowego.
- Upowszechnianie praw i ochrona konsumentów w zakresie związanym z motoryzacją.
- Działanie na rzecz integracji europejskiej oraz rozwijanie kontaktów i współpracy między społeczeństwami.
- Działanie na rzecz osób niepełnosprawnych.
- Pomoc ofiarom wypadków drogowych.
- Krajoznawstwo oraz wypoczynek dzieci i młodzieży.
- Działania w zakresie ekologii i ochrony środowiska.
- Pielęgnowanie i popularyzacja historii motoryzacji.